# Neuville-sur-Vanne
Neuville-sur-Vanne (bis 2008: Neuville-sur-Vannes) ist eine französische Gemeinde mit 469 Einwohnern (Stand: 1. Januar 2022) im Département Aube in der Région Grand Est. Neuville-sur-Vanne gehört zum Arrondissement Troyes und zum Kanton Aix-Villemaur-Pâlis.

## Geografie
Neuville-sur-Vanne liegt rund 25 Kilometer westsüdwestlich von Troyes im Süden der Champagne am Fluss Vanne. Umgeben wird Neuville-sur-Vanne von den Nachbargemeinden Mesnil-Saint-Loup im Norden, Estissac im Osten, Villemoiron-en-Othe im Süden, Aix-Villemaur-Pâlis mit Aix-en-Othe im Süden und Südwesten sowie Villemaur-sur-Vanne im Westen.
Durch die Gemeinde führen die Autoroute A5 und die frühere Route nationale 60 (heutige D660).

## Bevölkerungsentwicklung
| 1962                      | 1968 | 1975 | 1982 | 1990 | 1999 | 2006 | 2012 | 2019 |
| ------------------------- | ---- | ---- | ---- | ---- | ---- | ---- | ---- | ---- |
| 423                       | 393  | 312  | 340  | 327  | 340  | 432  | 425  | 435  |
| Quelle: Cassini und INSEE |      |      |      |      |      |      |      |      |

## Sehenswürdigkeiten
- Kirche Saint-Martin aus dem 12. Jahrhundert

## Persönlichkeiten
- Paul Chomedey de Maisonneuve (1612–1676), Offizier, Gründer von Montréal

## Gemeindepartnerschaft
Mit dem Gemeindeteil Pointe-aux-Trembles von Montréal in Kanada besteht seit 1974 eine Partnerschaft.